# البريء (مسلسل تلفزيوني)
البريء (بالإسبانية: El inocente) مسلسل دراما، وجريمة، وغموض، وتشويق تلفزيوني إسباني. المسلسل من موسم واحد، يتكون من 8 حلقات  صدر بتاريخ 30 أبريل 2021 على منصة نيتفليكس. قام بالإخراج أوريول باولو، ويستند إلى رواية الكاتب الأمريكي «هارلان كوبن» التي تحمل نفس العنوان. البطولة للممثلين الإسبان: ماريو كاساس، وألكسندرا خيمينيز، وأورا غاريدو، وخوسيه كورونادو. تدور الأحداث حول ماتيو، الشاب الذي يسجن بعد قتله زميلاً له في حفل أثناء شجار، ويخرج ليواجه أحداث غامضة.

## طاقم التمثيل
ماريو كاساس: في دور ماتيو فيدال
الكسندرا خيمينيز: في دور لورينا أورتيز
أورا جاريدو: في دور أوليفيا كوستا
خوسيه كورونادو: في دور تيو أغيلار
مارتينا غوسمان: في دور كيمي ديل
خوانا أكوستا: في دور إيما
غونزالو دي كاسترو: في دور خايمي
آنا واجنر: في دور سونيا
ميكي اسباربي: في دور أنيبال
تشافي سايز: في دور سايز
آنا ألاركون: في دور زوي
سوزي سانشيز: في دور الأخت إيرين

## ملخص أحداث المسلسل
يؤدي القتل العرضي بالشاب ماتيو إلى حفرة مظلمة من المؤامرات والقتل. مثلما يجد الحب والحرية، تعيد مكالمة هاتفية واحدة الكابوس. يُسجن ماتيو فيدال بتهمة القتل بسبب الإهمال لمدة 4 سنوات، وعندما يتم إطلاق سراحه، يكسب رزقه بالعمل مع أخية، ويلتقي بأوليفيا ويتزوجها، وبمجرد أن تستقر حياتهم، تغير مكالمة هاتفية كل شيء في حياة الزوجين، والماضي لا يترك أحدًا خلفه. تجبرهم أسرار كثيرة على محاولة إثبات براءتهم من القتل الذي يقع مرات عديدة بين كل من يتعامل معهم.

## الخلفية والإنتاج والإصدار
الرواية هي واحدة من 14 رواية للكاتب هارلان كوبن سوف يتم إنتاجها لشركة نيتفليكس بعد أن وقع المؤلف عقداً مع الشركة في أغسطس 2018. بدأ إنتاج مسلسل «البريء» في سبتمبر 2020، وتتكون السلسلة من 8 حلقات، كتب السيناريو أوريول باولو وجوردي فاليجو وغيليم كلوا.
المنتجون التنفيذيين للعمل: أوريول باولو - ساندرا هيرميدا - خيسوس دي لا فيجا - إنيكو ليزاراجا - بيلين أتينزا - لورا روبييرولا - هارلان كوبين.
تم تصوير المسلسل في برشلونة بشكل أساسي، وأيضاً في مواقع مختلفة عبر كاتالونيا، وفي ماربيا.
صدر المقطع الدعائي للمسلسل في 5 مارس 2021، وتم الإعلان عن موعد العرض الأول في 30 أبريل 2021.

## استقبال المسلسل
كتب موقع إيه بي سي للترفيه A B C entertainment: «الممثل الرئيسي» ماريو كاساس«معروف تماماً في إسبانيا وربما يكون معروفًا لك أيضًا إذا كنت قد شاهدت بعض الأفلام من هناك. لقد قام بعمل لا يصدق في أفلام أخرى وهو جيد حقًا هنا. كل الممثلين يقومون بعملهم بشكل جيد... العمل منظم بشكل جيد للغاية والمونتاج جيدًا للحصول على أقصى تأثير، مع وجود لحظات صادمة كافية لإبقائك مستمراً في المشاهدة».
كتب جون بابانيكولاو على موقع سينيموفيز Cinemoviez: «ظهر الممثلين جميعًا بشكل جيد جدًا، وأداء جيد في جميع الحلقات التي لم تتوقف عن مفاجأتي... بلا شك المسلسل واحد  من أفضل مسلسلات نيتفليكس»، ومنح الموقع للمسلسل تقييم 8.4 / 10.
كتب أوليفر أرمكنخت على الموقع الألماني مراجعات الأفلام film-rezensionen.de: «كما هو الحال مع المسلسلات الأخرى، يجب دفن ادعاءات المصداقية مقدمًا إن أمكن. كان كل شيء مبالغ فيه، على سبيل المثال في مشاهد الحركة العرضية. لكنها مسلية بالطريقة التي يطلبها المشاهد هنا... نتابع الأبطال، وأهدافهم، وطعن بعضهم البعض بانتظام في الظهر... أنت تجلب بعض عدم الثقة الأساسي إلى جميع الشخصيات تقريبًا هنا... يتحول ماريو كاساس الآن من بطل الرواية إلى الخصم في كثير من الأحيان لدرجة أنك لا تعرف أبدًا ما الذي سيلعبه بعد ذلك... إذا كنت تحب ألعاب الارتباك سريعة الوتيرة، فإن الثماني ساعات هنا تطير».
كتب موقع «ريدي - ستيدي - كت Ready Steady Cut»: «دفع نجاح عملاق البث» نيتفليكس«إلى توقيع صفقة حصرية مدتها خمس سنوات مع المؤلف الأمريكي كوبين الحريص على تكييف 14 من رواياته في مسلسلات وأفلام تلفزيونية أصلية. يمكنك أن ترى لماذا كوبن هو مايسترو من نوع الإثارة الملتوية... وعلى الرغم من أن ثماني حلقات تبدو وكأنها واحدة أو اثنتان، فإن الوقت سوف يمر، ومن المؤكد تقريبًا أن» البريء«سيكون نجاحًا آخر»، ومنح المسلسل درجة 3.5 / 5.

## روابط خارجية
- البريء (مسلسل تلفزيوني) على موقع IMDb (الإنجليزية)
- البريء (مسلسل تلفزيوني) على موقع روتن توميتوز (الإنجليزية)
- البريء (مسلسل تلفزيوني) على موقع نتفليكس (الإنجليزية)
- البريء (مسلسل تلفزيوني) على موقع فيلمافينيتي (الإسبانية)
- البريء (مسلسل تلفزيوني) على موقع كينوبويسك (الروسية)
- البريء (مسلسل تلفزيوني) على موقع ألو سيني (الفرنسية)
- البريء (مسلسل تلفزيوني) على موقع قاعدة بيانات الفيلم (الإنجليزية)